# سونگ ژائوژیانگ
سونگ ژائوژیانگ (Song Zhaoxiang) یک تکواندوکار چینی است. وی در مسابقات قهرمانی تکواندو جهان ۲۰۱۹ که در منچستر، انگلستان برگزار شد، یکی از مدال‌های برنز را در دسته میان‌وزن مردان، از آن خود کرد. در همان سال ۲۰۱۹، وی همچنین در مسابقات جام جهانی تیم‌های تکواندو که در ووشی، چین برگزار شد، برنده یکی از مدال‌های برنز بخش مردان شد.